# Clampeamento de voltagem

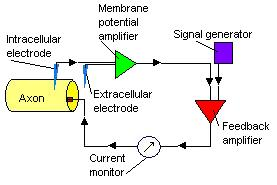
A técnica Campeamento de Voltagem opera por feedback negativo. O Potencial da membrana amplifica medições de voltagem da membrana e envia saída como feedback ao amplifier; Assim, a voltagem da membrana é subrtaída pela voltagem do comando, quando recebe sinais do gerador. Este sinal é aplificado e a saída é enviada para o axômio via corrente do eletrodo.

Clampeamento de voltagem ou (voltage clamp) é a técnica utilizada pelos pesquisadores Alan_Lloyd_Hodgkin e Andrew_Huxley quando decidiram estudar as propriedades da membrana do axônio.
Nesta técnica é utilizado pulsos de voltagem em vez de pulsos de correntes para controlar o mecanismo explosivo envolvido na geração do potencial de ação nos neurônios.
Esta técnica era muito utilizada na eletrofisiologia

## Variações da Técnica Clampeamento de Voltagem
Uma explicação mais detalhada pode ser encontrada nos links:
Guia de Axonios {en}.
PDF do Axon Instruments.